# 于謹
于 謹（う きん、493年 - 568年）は、北魏末から北周にかけての軍人。小名は巨弥。字は思敬。本貫は河南郡洛陽県。

## 経歴
北魏の隴西郡太守・茌平県伯の于提の子として生まれた。孫子の兵書を好み、元天穆に「王佐の材なり」と評された。
523年（正光4年）、破六韓抜陵が乱を起こし、柔然がその反乱を支援すると、于謹は大行台僕射の元纂の下で鎧曹参軍事となり、柔然を攻撃した。柔然は北魏の大軍が迫るのを察知すると、塞外に逃げ出した。于謹は元纂の命を受けて2000騎を率いて追撃し、鬱対原にいたり、前後17戦して柔然の兵を降伏させた。後に軽騎を率いて塞外に偵察に出て、鉄勒の数千騎と遭遇した。兵数に大差があり、退却しても逃れられないと知ると、于謹は騎兵を散開させて、草むらの間に隠したり、山に上らせて旗指物をなびかせたりした。鉄勒は伏兵を疑ったが、大軍を恃んでそれを顧慮せず、軍を進めて于謹に迫ってきた。于謹はいつも1頭の紫色の駿馬とまた1頭の口先が黒く体の黄色い駿馬とに騎乗しており、そのことを先だって鉄勒も知っていた。そこで于謹は2人におのおの1頭に乗らせて陽動の出撃をさせた。鉄勒はこれを于謹だと考えて、全軍でこれを追いかけた。于謹は残りの軍を率いて陽動部隊を追撃していた鉄勒の騎兵を撃破したため、塞内に入ることができた。
524年（正光5年）、広陽王元淵が兵を率いて北伐すると、于謹はその下で長流参軍となり、軍議に参与した。元淵は子の元仏陀を于謹のもとに派遣して拝跪させるなど、特別に礼遇した。于謹は元淵とともに反乱軍の軍主の斛律野谷禄らを破った。于謹は諸国の言語に通じていたことから、単騎で反乱軍の中に入り、西部鉄勒の首長の乜列河ら3万戸あまりを帰順させた。さらには乜列河を餌に破六韓抜陵の兵を誘きだし、伏兵を置いて反乱軍を撃破した。功績により積射将軍の号を受けた。
525年（孝昌元年）、広陽王元淵の下で鮮于修礼の乱を討った。白牛邏にいたって、章武王元融が葛栄に殺害されたため、元淵は討伐軍を中山に停止させた。洛陽では侍中の元晏が元淵の進撃停止を于謹のせいであると霊太后に讒言した。于謹は洛陽に出頭して、霊太后と面会し、元淵の進撃停止の事情を説明すると、霊太后は怒りを解いてかれを赦した。まもなく別将の任を加えられた。
526年（孝昌2年）、南朝梁の曹義宗が穣城を拠点として、たびたび北魏の南辺を侵犯していたため、于謹は辛纂とともに兵を率いてこれを攻撃した。対峙すること年を越し、数十戦を戦った。于謹は都督・宣威将軍・冗従僕射に任じられた。528年（武泰元年）、孝荘帝が即位すると、于謹は鎮遠将軍の号を受けた。まもなく直寝に転じた。同年（建義元年）、元天穆の下で従軍して葛栄を攻撃した。529年（永安2年）、元天穆の下で邢杲の乱を討ち、征虜将軍の号を受けた。530年（永安3年）、爾朱天光の下で万俟醜奴を破り、石城県伯に封じられた。531年（普泰元年）、征北大将軍・金紫光禄大夫・散騎常侍の位を受けた。爾朱天光が宿勤明達の乱を討つのに従い、別隊を率いて夏州の賀遂有伐らの反乱軍を平定して、大都督に任じられた。532年（普泰2年）、爾朱天光の下で韓陵の戦いに参戦し、高歓の軍に敗れると、関中に帰った。賀抜岳の上表により、于謹は衛将軍・咸陽郡太守に任じられた。
533年（永熙2年）、宇文泰が夏州刺史となると、于謹は防城大都督となり、夏州長史を兼ねた。534年（永熙3年）、賀抜岳が殺害されると、于謹は宇文泰に関右に拠って天子を迎え、諸侯に号令して暴乱を討つよう勧めた。孝武帝が于謹を閤内大都督に任命すると、于謹は関中に遷都するよう帝に上奏した。
まもなく高歓が洛陽に迫ると、于謹は孝武帝に従って関中に入った。宇文泰に従って潼関に赴き、迴洛城を落とし、使持節・車騎大将軍・儀同三司・北雍州刺史に任じられ、藍田県公の爵位に進んだ。535年（大統元年）、西魏が建国されると、驃騎大将軍・開府儀同三司の位を受けた。537年（大統3年）、夏陽の王游浪が楊氏壁に拠って西魏に叛くと、于謹はこれを討って捕らえた。宇文泰に従って東征し、先鋒をつとめた。盤豆にいたると、東魏の将の高叔礼が要所を守っていたため、これを攻め破った。弘農を攻め落とし、東魏の陝州刺史の李徽伯を捕らえた。沙苑の戦いに参加し、戦功により常山郡公の爵位を受けた。538年（大統4年）、河橋・邙山の戦いに参戦した。大丞相府長史に任じられ、大行台尚書を兼ねた。541年（大統7年）、稽胡の劉平が反抗すると、于謹は軍を率いてこれを鎮圧した。大都督・恒并燕肆雲五州諸軍事・大将軍・恒州刺史に任じられた。後に入朝して太子太師となった。543年（大統9年）、宇文泰の東征に従軍し、本隊とは別に柏谷塢を攻撃して、これを攻め落とした。邙山の戦いで西魏軍が敗北すると、于謹は部下を率いて道の左側に立ち、偽って降伏の意志を示した。東魏の高歓の軍は勝利に乗じて北に向かっており、敗軍の于謹を警戒しなかった。高歓の騎兵が通り過ぎると、于謹はその後ろから攻撃した。独孤信もまた兵を集めて高歓軍の後背を襲ったため、高歓軍は混乱に陥り、このあいだに西魏軍は撤退することができた。546年（大統12年）、于謹は尚書左僕射に任じられ、司農卿を兼ねた。547年（大統13年）、東魏の侯景が西魏に帰順を表明し、援軍を求めてくると、宇文泰は李弼に兵を与えて救援に向かわせようとした。于謹はこれを諫めたが、宇文泰は聞き入れなかった。ほどなく于謹は大行台尚書・丞相府長史を兼ね、兵を率いて潼関に駐屯し、華州刺史の任を加えられた。まもなく司空に任じられた。549年（大統15年）、柱国大将軍に進んだ。550年（大統16年）、東魏に代わって北斉が建国されると、宇文泰はこれを攻撃し、于謹は後軍大都督をつとめた。554年（恭帝元年）、雍州刺史に任じられた。
さかのぼって549年、南朝梁の岳陽王蕭詧が兄の蕭誉を南朝梁の元帝に殺害されたことから挙兵し、敗れて襄陽で西魏に降伏していた。554年、元帝は北斉と結んで襄陽を奪回しようと図った。于謹は宇文泰の命を受けて南征の軍を発し、中山公宇文護や大将軍楊忠らとともに江陵を攻撃し、陥落させた。十数万の男女を捕虜として連行し、江陵の府庫に保管されていた多くの財宝を略奪して、凱旋した。その功績を讃えるため、司楽により「常山公平梁歌」十首が作られ、工人たちに歌われた。
556年（恭帝3年）、六官が建てられると、大司徒に任じられた。宇文泰が死去すると、後嗣の宇文覚がまだ幼年だったため、中山公宇文護が執政の実権を握ろうと図った。宇文護は諸公たちが服従しないことを恐れて、于謹と一芝居打ち、宇文護の執政を認めさせた。
557年（孝閔帝元年）、北周が建国されると、于謹は燕国公に進んだ。太傅・大宗伯に転じ、李弼や侯莫陳崇らとともに朝政に参与した。559年（明帝2年）、賀蘭祥が吐谷渾を攻撃するにあたって、于謹はその軍を名目的に統轄し、戦略を授けた。562年（保定2年）、老齢を理由に引退を願い出たが、許されなかった。563年（保定3年）、三老とされ、延年杖を賜った。
564年（保定4年）、宇文護が北斉を攻撃したとき、于謹は老病の身であったが、なおも宿将としての手腕を買われて同行を求められ、軍略の諮問に答えた。567年（天和2年）、雍州牧に任じられた。568年（天和3年）3月、76歳で死去した。本官に加えて、使持節・太師・雍恒等二十州諸軍事・雍州刺史の位を追贈された。諡を文といった。
子の于寔が後を嗣いだ。

## 子女
- 于寔（上柱国・大左輔・燕国公）
- 于翼（上柱国・太尉・任国公）
- 于義（上柱国・潼州総管・建平郡公）
- 于儀（上大将軍・趙州刺史・安平郡公）
- 于智（柱国・涼州総管・大司空・斉国公）
- 于紹（上開府・綏州刺史・華陽郡公）
- 于弼（上儀同・平恩県公）
- 于蘭（上儀同・襄陽県公）
- 于曠（上儀同・恒州刺史）

## 伝記資料
- 『周書』巻15 列伝第7
- 『北史』巻23 列伝第11